# GNOME-DB
 (septembre 2023).
GNOME-DB est une application de base de données faisant partie de GNOME Office, la suite bureautique de l'environnement GNOME. Le projet a pour but de fournir une architecture unifiée d'accès aux données pour le projet GNOME, pour toutes les platformes Unix.
GNOME-DB est utile pour toute application qui accède à des données de façon permanente (pas uniquement des bases de données, mais des données), car il contient maintenant une API de gestion des données.